# Deutscher Fachverband für Verhaltenstherapie
Der Deutsche Fachverband für Verhaltenstherapie ist eine psychotherapeutische Fachgesellschaft, in der sich verhaltenstherapeutisch tätige Psychologische Psychotherapeuten, Kinder- und Jugendlichenpsychotherapeuten und Ärzte, sowie Aus- und Fortbildungsinstitute zusammengeschlossen haben. Der Deutsche Fachverband für Verhaltenstherapie setzt sich für hohe Qualitätsstandards in der psychotherapeutischen Aus- und Fortbildung sowie in der Patientenversorgung ein.

## Geschichte
Der Deutsche Fachverband für Verhaltenstherapie wurde 1992 durch Zusammenschluss der Deutschen Akademie für Verhaltenstherapie (DAVT) und des Fachverbandes Klinische Verhaltenstherapie (FKV) gegründet. Im DVT und in beiden Vorgängerverbänden organisierten sich neben praktisch verhaltenstherapeutisch tätigen Psychotherapeuten v. a. auch in der Ausbildung aktive Dozenten und Supervisoren sowie viele Ausbildungsinstitute für Verhaltenstherapie. Hierbei handelte es sich insbesondere um Ausbildungsinstitute, die von der Kassenärztlichen Bundesvereinigung (KBV) schon vor dem Psychotherapeutengesetz von 1998 für die Qualifizierung von Diplompsychologen zum Delegationsverfahren zugelassen waren.

## Aktivitäten und Vernetzung
Der Deutsche Fachverband für Verhaltenstherapie richtet alle zwei Jahre eine Fachtung zu aktuellen fachlichen Themen aus. Weiterhin werden regelmäßig Tagungen und Treffen von in der Psychotherapieausbildung tätigen Supervisoren, Selbsterfahrungsleitern und Ambulanzleitern organisiert. Mitglieder und Funktionsträger des DVT sind in berufsständischen Organen und Gremien der Psychotherapeutenschaft, wie z. B. den Landespsychotherapeutenkammern, dem Deutschen Psychotherapeutentag, dem Wissenschaftlichen Beirat Psychotherapie oder Arbeitsgruppen der Bundespsychotherapeutenkammer aktiv und vertreten hier die Interessen der Verhaltenstherapie bzw. der Verhaltenstherapeuten. Der DVT ist Mitglied in der European Association for Behavioral and Cognitiv Therapies (EABCT), dem europäischen Dachverband für Verhaltenstherapie, sowie im Gesprächskreis II (GK-II) der Psychotherapeutenverbände in Deutschland und in der Bundesarbeitsgemeinschaft der Ausbildungsträgerverbände (BAG).

### Struktur und Gremien
Der Deutsche Fachverband für Verhaltenstherapie hat zwischen 400 und 500 Vollmitglieder, sowie weitere ca. 300 außerordentliche Mitglieder. Hierbei handelt es sich in der Regel um Psychotherapeuten in Ausbildung (PiA) die zum ermäßigten Beitrag Mitglied werden können. Weiterhin sind 34 Aus- und Fortbildungseinrichtungen als Institut Mitglied im DVT. Höchstes beschlussfassendes Gremium des DVT ist die Mitgliederversammlung die jährlich tagt. Sie wählt den 5-köpfigen Vorstand, der aus erstem und zweiten Vorsitzenden sowie 3 Beisitzern besteht.
Aktueller Vorstand (Stand 2018)
- 1. Vorsitzender: Walter Ströhm
- 2. Vorsitzender: Ulrich Schweiger
- Beisitzer: Claudia Stromberg, Kurt Quaschner & Hans Gunia

Weitere Gremien des DVT sind der Instituteausschuss, die Qualitätssicherungskommission (QSK) und die PiA-Vertretung im DVT.

### Publikationen
Publikationsorgane des Deutschen Fachverbandes für Verhaltenstherapie sind die Fachzeitschriften Verhaltenstherapie & Verhaltensmedizin und  Verhaltenstherapie. Erstere wird den Verbandsmitgliedern als E-Paper zur Verfügung gestellt.
Vertreter des DVT äußerten sich in jüngster Zeit wiederholt in Artikeln und Beiträgen zu Fragen der Qualität der Aus- und Weiterbildung in Psychotherapie sowie zur Diskussion um eine Reform der Psychotherapieausbildung in Deutschland.